# Condado de Jasper (Illinois)
O Condado de Jasper é um dos 102 condados do Estado americano de Illinois. A sede do condado é Newton, e sua maior cidade é Newton. O condado possui uma área de 1 290 km² (dos quais 9 km² estão cobertos por água), uma população de 10 117 habitantes, e uma densidade populacional de 8 hab/km² (segundo o censo nacional de 2000). O condado foi fundado em 15 de fevereiro de 1831.